# 상운초등학교
상운초등학교는 대한민국 경상북도 봉화군 상운면 가곡리에 있는 공립 초등학교이다.

## 학교 연혁
- 1933년 9월 20일 상운공립보통학교 개교(설립인가 8월 14일)(2학급, 70명)
- 1981년 3월 1일 병설유치원 개원
- 1987년 3월 1일 특수학급 편성
- 1988년 3월 1일 문촌국민학교 통합
- 1993년 3월 1일 신라국민학교 통합 (분교장)
- 1995년 3월 1일 하눌국민학교 통합
- 1996년 3월 1일 상운초등학교로 개칭
- 2002년 3월 1일 신라분교장 폐교
- 2017년 2월 10일 제81회 졸업식(졸업생 총수 6,309명)
- 2017년 3월 1일 3학급 편성
- 2017년 3월 1일 황재주 교장 부임

## 참고 자료
- 상운초등학교 - 한국교육학술정보원 학교알리미